# Clube Atlético Tubarão
LClube Atlético Tubarão fondé sous le nom Associação Cultural, Recreativa e Esportiva Atlético Cidade Azul, est un club brésilien de football basé à Tubarão dans l'État de Santa Catarina. Le Brésilien Pingo est l'entraineur depuis juin 2019.
Depuis 2008, il évolue en première division du championnat de l'État de Santa Catarina.